# Enguerrand VII de Coucy

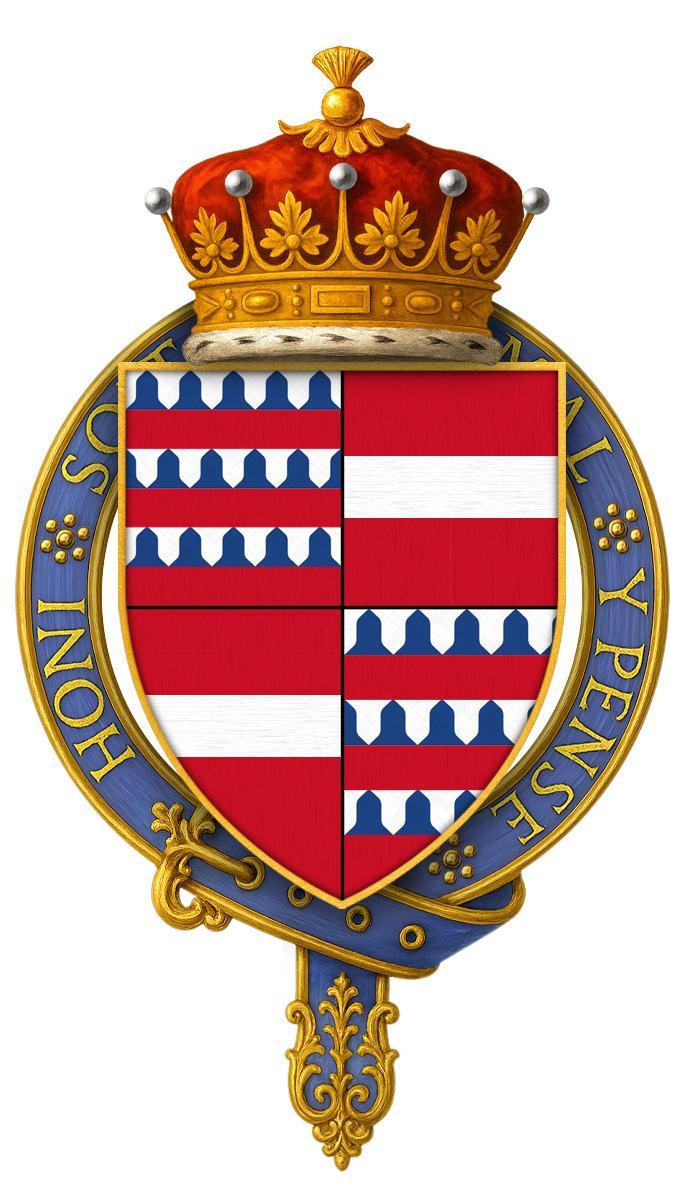
Godło Sir Enguerranda de Coucy, pierwszego Earl Bedford

Enguerrand VII de Coucy (ur. 1340 w Pikardii, zm. 18 lutego 1397 w Bursie) –  francuski arystokrata, ostatni pan de Coucy.

## Życiorys
W  1358 tłumił we Francji powstanie chłopskie zwane żakerią. Wziął też udział w wojnie stuletniej. W 1359 trafił na dwór angielski jako jeden z 40 szlachetnie urodzonych francuskich zakładników w zamian za przyszłe uwolnienie króla Jana II, który dostał się do niewoli po bitwie pod Poitiers. Przebywał tam pięć lat. Poznał wówczas Izabelę, córkę króla Anglii Edwarda III i Filipy de Hainault. W 1365 poślubił ją. Urodziła dwie córki: Marię de Coucy (1366 – 1404) i Filipę de Coucy (1367–1411). Edward III w 1366 nadał mu tytuł Earl of Bedford, a w 1367 odznaczył Orderem Podwiązki. W 1380, po śmierci pierwszej żony, poślubił Izabelę - córkę Jana I, księcia Lotaryngii, i Zofii von Württemberg. Mieli jedną córkę, Izabelę (zm. 1411). W 1396 wziął udział w krucjacie antytureckiej zakończonej klęską w bitwie pod Nikopolis. Dostał się tam do niewoli. Zmarł na dżumę rok później w małoazjatyckiej Bursie. Ciało zwrócono rodzinie. Zostało pochowane w opactwie Villeneuve, w pobliżu Soissons.
Jest głównym bohaterem książki Barbary Tuchman Odległe zwierciadło, czyli rozlicznymi plagami nękane XIV stulecie.